# Achipterina insignis
Achipterina insignis är en kvalsterart som först beskrevs av Balogh 1970.  Achipterina insignis ingår i släktet Achipterina och familjen Ceratokalummidae. Inga underarter finns listade i Catalogue of Life.